# Crystal Kroetch
Crystal Kroetch (* 18. Juni 1957 in Innisfail, Alberta, als Crystal Oxtoby) ist eine kanadische Dressurreiterin.

## Privates
Ihr Vater, George Oxtoby, war ein American-Quarter-Horse-Züchter und Cutting-Trainer.
1990 heiratete sie Danny Kroetch, mit dem sie zwei Söhne hat. Die Familie betreibt die Carousel Stables in Calgary, eine der bekanntesten Dressur-Trainingsstätten Kanadas, den Winter verbringen sie in Wellington (Florida). Zudem besitzen sie eine Sattlerei.

## Werdegang
Mit sechs Jahren begann sie zu reiten. Bedingt durch ihren Vater ritt sie damals hauptsächlich Western. 1982 kam sie über ihre Schwester Patricia zum Dressurreiten.
Seit 1988 trainiert sie bei Ger Geertsen. Weitere Tipps holte sie sich unter anderem bei Robert Dover, Albrecht Heidemann und Peter Campbell.
Im Oktober 2011 startete sie mit Lymrix bei den Panamerikanischen Spielen in Guadalajara (Mexiko) und gewann dort mit der Mannschaft die Silbermedaille – das beste Ergebnis, das die kanadische Dressurequipe bisher erreichte – und belegte im Einzel Rang 9.
Durch den Erfolg qualifizierte sich das Team für die Olympischen Spiele 2012 in London.

## Pferde
- Lymrix (früher: Leopold Q), (* 2001), brauner Hannoveraner-Wallach, Vater: Loerke, Muttervater: Es Wertherson, Besitzer: Crystal Kroetch